# ノースアトランティック航空
ノースアトランティック航空はノルウェーの格安長距離航空会社。主に長距離路線を運航する。

## 概要
同社は2021年に設立された。2021年12月20日に初号機となる、B787-9がオスロに到着、2021年12月29日にはノルウェー民間航空局からAOCを付与された。こうして、運航準備を着々と進め、遂に2022年6月14日に初の運航路線となる、オスロ - ニューヨーク/JFK線を運航開始した。2022年6月8日には、ロンドン/ガトウィック - ニューヨーク/JFK、オスロ線を開設し、その後も徐々に運航路線を拡大し、2025年7月現在、15への都市へネットワークを広げている。

## 保有機材
| 機材         | 保有数 | 発注数 | 座席数 | 座席数 | 座席数 | 備考                                  |
| 機材         | 保有数 | 発注数 | O      | Y      | 計     | 備考                                  |
| ------------ | ------ | ------ | ------ | ------ | ------ | ------------------------------------- |
| Boeing 787-9 | 5      | —      | 56     | 282    | 338    | 5機はノースアトランティックUKが保有。 |
| Boeing 787-9 | 7      | —      | 35     | 309    | 344    | 5機はノースアトランティックUKが保有。 |
| 計           | 12     | —      |        |        |        |                                       |

ノース・アトランティック航空は、2026年初頭までにインディゴに最大6機ウェットリースすることを締結した。

## 就航都市
| 国             | 都市           | 空港                         | 備考                           |
| -------------- | -------------- | ---------------------------- | ------------------------------ |
| ノルウェー     | オスロ         | オスロ空港                   | 拠点空港                       |
| イギリス       | ロンドン       | ロンドン・ガトウィック空港   | 拠点空港                       |
| イギリス       | マンチェスター | マンチェスター空港           |                                |
| フランス       | パリ           | シャルル・ド・ゴール国際空港 | 拠点空港                       |
| ドイツ         | ベルリン       | ベルリン空港                 |                                |
| イタリア       | ローマ         | ローマ・フィウミチーノ空港   | 季節運航                       |
| ギリシャ       | アテネ         | アテネ国際空港               |                                |
| アメリカ合衆国 | ニューヨーク   | ジョン・F・ケネディ国際空港  |                                |
| アメリカ合衆国 | ロサンゼルス   | ロサンゼルス国際空港         | 季節運航                       |
| アメリカ合衆国 | オーランド     | オーランド国際空港           |                                |
| タイ           | バンコク       | スワンナプーム空港           | 2025年11月26日より運航開始予定 |